# Cinéma suédois

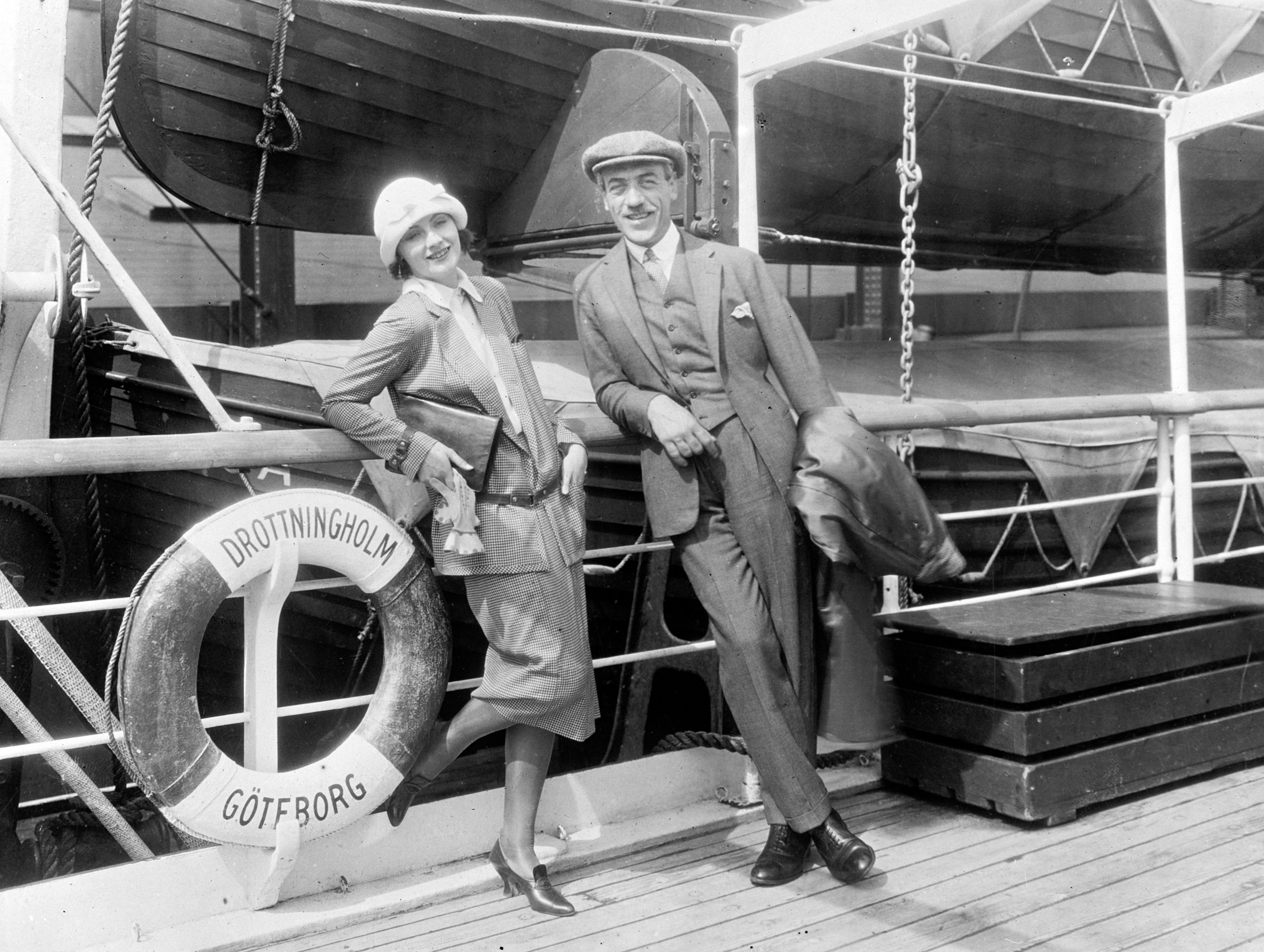
L'actrice Greta Garbo et le réalisateur Mauritz Stiller en route pour les États-Unis (1925)

Le cinéma suédois est l'ensemble de la création cinématographique réalisée en Suède, depuis l'invention du cinéma.

## Caractéristiques
Au XXIe siècle, le cinéma suédois se caractérise par des créations de qualité, à l'humour marqué. Il entretient des relations particulières avec les cinémas des autres pays de la Scandinavie et notamment avec le cinéma danois, particulièrement dynamique.

## Histoire

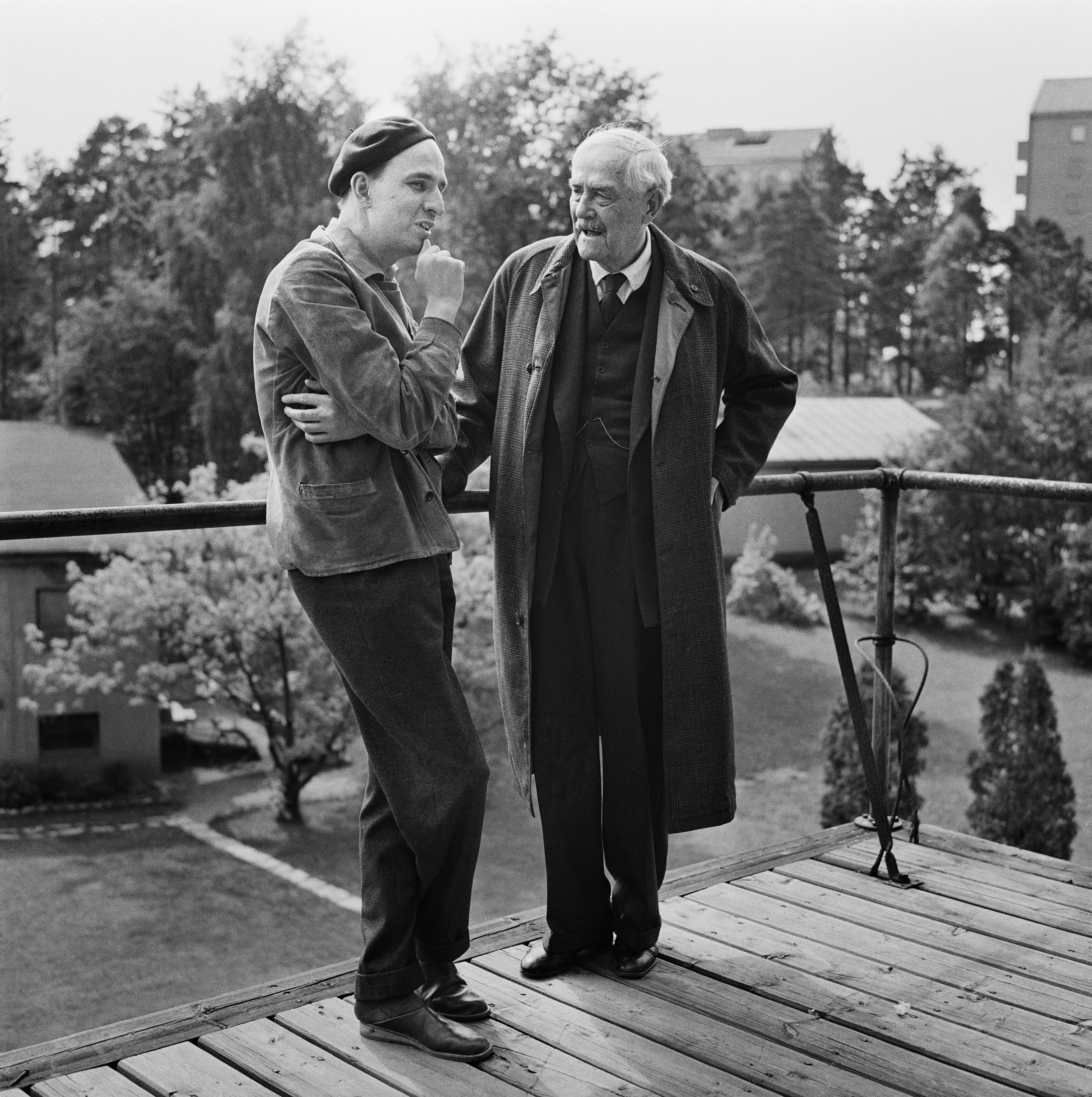
Ingmar Bergman et Victor Sjöström pendant le tournage des Fraises sauvages (1957)

(juin 2023).

### Le temps du muet
Le cinéma suédois fait ses premiers pas timidement en 1897, avec Konungens af Siam landstigning vid Logårdstrappan, une comédie d'Ernest Florman (1862-1952). 
L'apparition de metteurs en scène actifs et novateurs, parmi lesquels figurent Victor Sjöström (1879-1960) et Mauritz Stiller (1893-1928), lui donne rapidement une place importante dans le cinéma scandinave, et même dans le cinéma européen. Un des producteurs importants de l'époque est Charles Magnusson (1878-1948), directeur de  Svenska Biografteatern.
La société Svensk Filmindustri (ou "SF Studios") est créée en 1919 de la fusion des sociétés Svenska Biografteatern (sv) et Skandia (sv).

### Le cinéma parlant
Malgré le départ à Hollywood de grands artistes suédois, à la fin du muet (Greta Garbo, Victor Sjöström, et d'autres), le cinéma suédois se maintient à haut niveau, avec des réalisateurs restés au pays, (comme Gustaf Molander), et l'arrivée de nouvelles stars, comme Ingrid Bergman.

### Pendant la Seconde Guerre mondiale
Le cinéma suédois s’est développé artistiquement pendant la Seconde Guerre mondiale, principalement grâce aux réalisateurs Gustaf Molander, Alf Sjöberg, Hasse Ekman, Anders Henrikson et Hampe Faustman. Le cinéma jouait alors le rôle de défense psychologique pendant la guerre.

### Après la guerre
Parmi les illustres réalisateurs de l'après-guerre, il faut citer Ingmar Bergman, Arne Mattsson, Mai Zetterling et Bo Widerberg.

### Le cinéma suédois contemporain
Lasse Hallström, Lukas Moodysson ou Roy Andersson sont parmi les figures marquantes du cinéma actuel.
La comédie Jalla! Jalla!, réalisée par Josef Fares en 2002 et le drame Fucking Åmål (1998) de Lukas Moodysson sont des exemples marquants de succès populaires récents en Suède.

### L'industrie du film en Suède
L'Institut suédois du film est fondé en 1963 pour soutenir et développer l'industrie du film en Suède. Il soutient les réalisations et octroie des fonds pour la production, la distribution et la diffusion des films suédois en Suède. Il promeut également le cinéma suédois à l'international. En outre, l'Institut organise chaque année les Prix Guldbagge.
Avec l'Accord du film suédois entre l'état suédois et l'industrie du film, le gouvernement du Suède, les propriétaires des salles de cinéma et les compagnies de télévision qui font partie de l'accord subventionnent l'Institut suédois du film, et indirectement les réalisations suédoises.
À un rythme d'environ 20 films par an, l'industrie suédoise du film est comparable aux autres pays d'Europe du Nord.
Dans la commune de Trollhättan, on trouve un établissement de production cinématographique que l'on surnomme Trollywood. Les films qui y ont été tournés incluent par exemple Fucking Åmål, Dancer in the Dark ou encore Dogville. Les studios Film i Väst y concentrent près de la moitié de la production de longs-métrages suédois.

### Distinctions
- Prix Guldbagge (1964-), festival organisé par l'Institut suédois du film
- Värmlands Filmförbund (en) (1975-), avec festival
- Ingmar Bergman Award (en) (1978-2007)
- Raketfilm (en) (2001-2002)
- Nordic Council Film Prize (2002-)

### Institutions
- Filmform (en) (1950)
- Société suédoise des réalisateurs (en) (1961, FSF)
- Institut suédois du film (1963)
- Fondation Ingmar-Bergman (de) (2002, à Fårö)

### Listes et catégories

#### Films
- Films (liste alphabétique)
- Films muets suédois
- (en) Films (liste chronologique)
- Liste des longs métrages suédois proposés à l'Oscar du meilleur film international depuis 1956

#### Personnels
- Réalisateurs, Liste de réalisateurs suédois (en)
- Acteurs
- Scénaristes
- Compositeurs

### Filmographie
- La Grande Aventure du cinéma suédois, film documentaire réalisé par Bernard Louargant, Imagie Productions, 2010 (cop. 2004), 53 min (DVD)